# Gau Ostpreußen
1925–1945
Entités précédentes :
- Province de Prusse-Orientale
- Province de Prusse-Orientale

Entités suivantes :
- Reichsgau Danzig Westpreußen
- RSS de Biélorussie
- RSS de Lituanie
- RSFS de Russie
- République populaire de Pologne

Le Gau Ostpreußen (français : Gau de Prusse-Orientale) est une division administrative du Troisième Reich englobant la province de Prusse-Orientale dans l'État libre de Prusse de 1933 à 1945. 

## Histoire

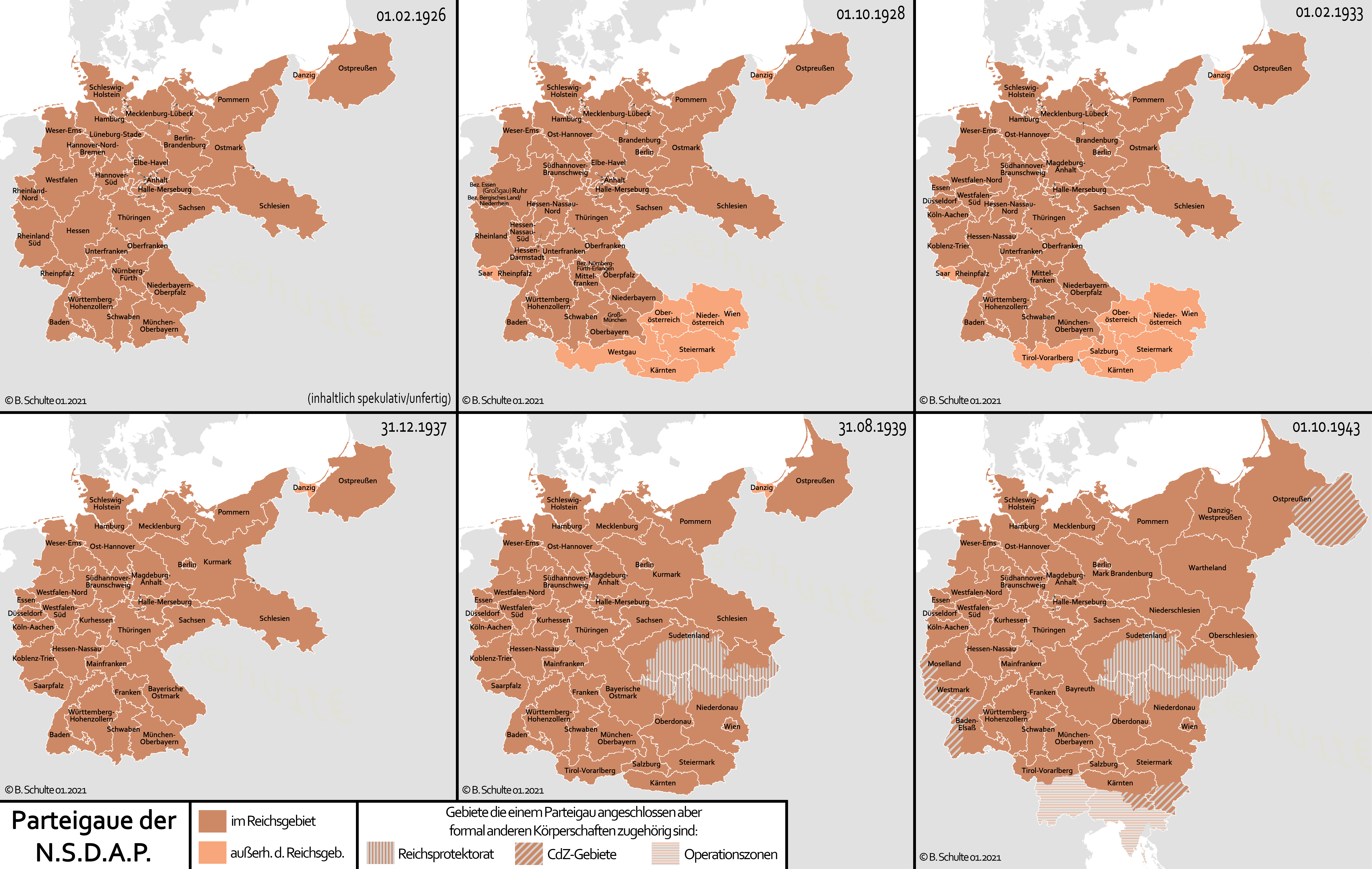
Évolutions territoriales du Gau en 1926, 1928, 1933, 1937, 1939 et 1943.

Avant cela, ce fut entre 1926 et 1933 la subdivision régionale du parti nazi dans cette région, ayant été établie lors d'une conférence à Königsberg le 6 décembre 1925. 
En 1939, le Gau de Prusse-Orientale s'étend à la suite de l'annexion de la région de Klaipėda à la Lituanie et de l'occupation de la Pologne, tandis qu'une partie du territoire est transférée au sein du Reichsgau Dantzig et Prusse-Occidentale. Après l'attaque de l'Allemagne contre l'URSS, la ville biélorusse de Hrodna fera également partie du Gau.
Après la guerre, le territoire de l'ancienne division devient une partie de l'enclave de la RSFS russe de Kaliningrad en Union soviétique, des sections importantes sont données à la Pologne, la zone de la région de Klaipėda est rendue à la RSS de Lituanie et la ville de Hrodna est rendue à la RSS de Biélorussie au sein de l'Union soviétique.